# 王兆陞

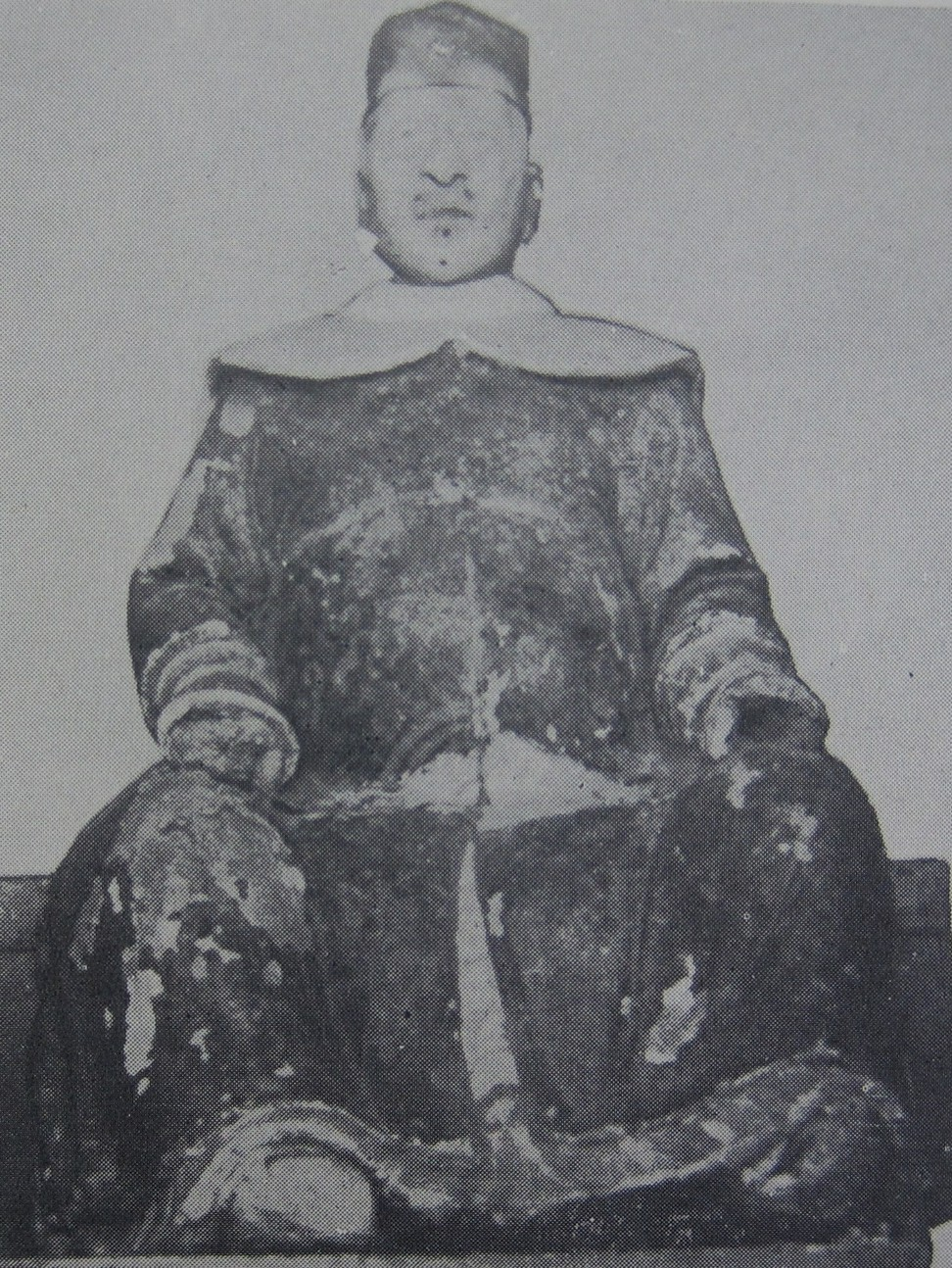
臺南彌陀寺裡的前臺灣知縣王兆陞像

王兆陞（1657—？），中國清朝官員，江蘇人。
舉人出身。於康熙二十七年（1688年）接替蔣相，任福建臺灣府臺灣縣知縣。
康熙三十一年（1692），第三任台灣縣知縣王兆陞在彌陀室附建彌陀室書院。